# Turner
Turner je priimek več oseb:
- Alex Turner (*1986), angleški pevec, kitarist in tekstopisec
- Cecil Douglas Lovett Turner, britanski general
- Charles Turner - več znanih ljudi
- Charles Henry Turner, ameriški zoolog
- Frank Turner (*1981), angleški kantavtor in pevec
- Izear Luster "Ike" Turner Jr., ameriški popularni glasbenik, mož Tine Turner
- Joe Lynn Turner, ameriško-britanski rock pevec
- John Turner (1929-2020), kanadski politik
- Mark Buller Turner, britanski general
- Mike Turner, ameriški politik, kongresnik
- Ted (Robert Edward) Turner, ameriški medijski (TV) podjetnik (CNN)
- Tina Turner, ameriška rock pevka, plesalka, igralka in tekstopiska
- (Joseph Mallord) William Turner, angleški slikar (krajinar)
- William Thomas Turner, britanski mornariški častnik